# Molvena kebeae
Molvena kebeae är en fjärilsart som beskrevs av George Thomas Bethune-Baker 1906. Molvena kebeae ingår i släktet Molvena och familjen nattflyn. Inga underarter finns listade i Catalogue of Life.